# Ministerio de Ciencia y Tecnología (Bangladés)
El Ministerio de Ciencia y Tecnología (en bengalí: বিজ্ঞান ও প্রযুক্তি মন্ত্রণালয়; Bijñāna ō prayukti Montronaloya) (abreviado como MOST ) es un ministerio del gobierno de Bangladés que coordina las actividades de ciencia y tecnología en el país.

## Historia
El Museo Nacional de Ciencia y Tecnología fue reoncocido como la mejor organización del ministerio para el año 2019-2020.

## Agencias y departamentos bajo el MOST
- Comisión de Energía Atómica de Bangladés (BAEC)
- Consejo de Investigación Científica e Industrial de Bangladés (BCSIR)
- Museo Nacional de Ciencia y Tecnología (NMST)[2]
- Centro Nacional de Documentación Científica y Técnica de Bangladés (BANSDOC)[3]
- Teatro Bangabandhu Sheikh Mujibur Rahman Novo
- Autoridad Reguladora de Energía Atómica de Bangladés (BAERA)
- Instituto Nacional de Biotecnología (NIB)[4]
- Instituto de Investigación Oceanográfica de Bangladés (BORI)
- Empresa de plantas de energía nuclear Bangladés Limited
- Fideicomiso de becas de ciencia y tecnología de Bangabandhu (BSTFT)